# Tübingen
Tubinga o Tübingen (pronunciat [ˈtyːbɪŋən] en alemany estàndard; en suabi, Dibenga) és una ciutat universitària situada al sud-oest d'Alemanya, al Land de Baden-Württemberg. La ciutat és a 30 km al sud de la capital, Stuttgart, i al centre de la vall del Neckar; entre el nord de la Selva Negra i les muntanyes del Jura de Suàbia (Schwäbische Alb).
El municipi tenia prop de 84.000 habitants el 2014. La vida de la ciutat està dominada pels seus 27.152 estudiants (semestre d'estiu del 2015), dels quals aproximadament uns 15.000 hi tenen residència. D'aquí que Tübingen sigui la ciutat amb la mitjana d'edat més baixa d'Alemanya.
A més, en una classificació feta el 1995 per la revista Focus, Tübingen se situà com la ciutat alemanya amb millor qualitat de vida.

## Geografia
Immediatament al nord de la ciutat es troba Schönbuch, un parc natural amb un 86 % d'àrea forestal. Les muntanyes de la Jura de Swabia se situen a uns 13 km al sud-est de Tübingen.
Els rius Ammer i Steinlach desemboquen al riu Neckar, que travessa la ciutat pel sud del nucli antic medieval. Gran part de la ciutat és muntanyosa, amb Schlossberg i Österberg al centre de la ciutat i les muntanyes de Schnarrenberg i Herrlesberg, entre d'altres, als afores de la ciutat.
El punt més baix de la ciutat es troba a 307 m sobre el nivell del mar a l'est de la vall del Neckar, mentre que el punt més alt és al voltant dels 500 m, a prop de Bebenhausen, al parc natural de Schönbuch. A prop del Jardí Botànic de la Universitat de Tübingen, al bosc anomenat Elysium es troba el centre geogràfic del Land de Baden-Württemberg.

## Ciutats agermanades
Tübingen manté una relació d'agermanament amb les següents ciutats:
- Aigle, Suïssa, des de 1973
- Ais de Provença, França, des de 1960
- Ann Arbor, Estats Units d'Amèrica, des de 1965
- Durham, Regne Unit, des de 1969
- Kilchberg, Suïssa, des de 1981
- Kingersheim, França, des de 1963
- Monthey, Suïssa, des de 1959
- Moshi, Tanzània, des de 2014
- Perusa, Itàlia, des de 1984
- Petrozavodsk, Rússia, des de 1989
- Villa El Salvador, Perú, des de 2006

## Persones il·lustres
- Heiner Bauschert (1928-1986), artista visual.
- Rudolf Jakob Camerarius (1665-1721), metge i botànic.
- Christian Gottlob Gmelin (1792-1860), químic.
- Friedrich Hölderlin (1770-1834), literat.
- Friedrich von Huene (1875-1969), paleontòleg.[7]
- Friedrich Silcher (1789-1860), compositor.

## Galeria fotogràfica

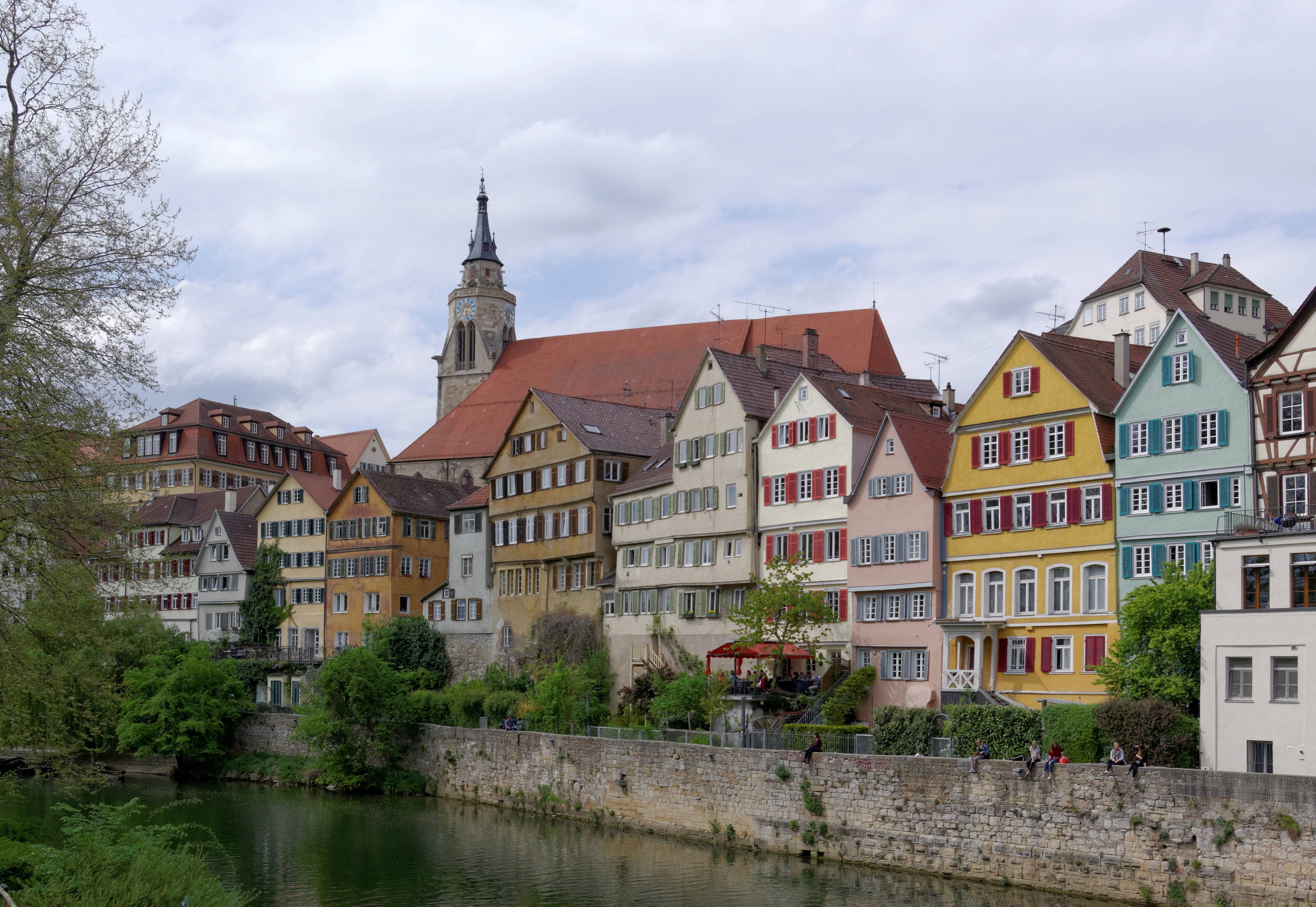
Tübingen a la vora del Neckar
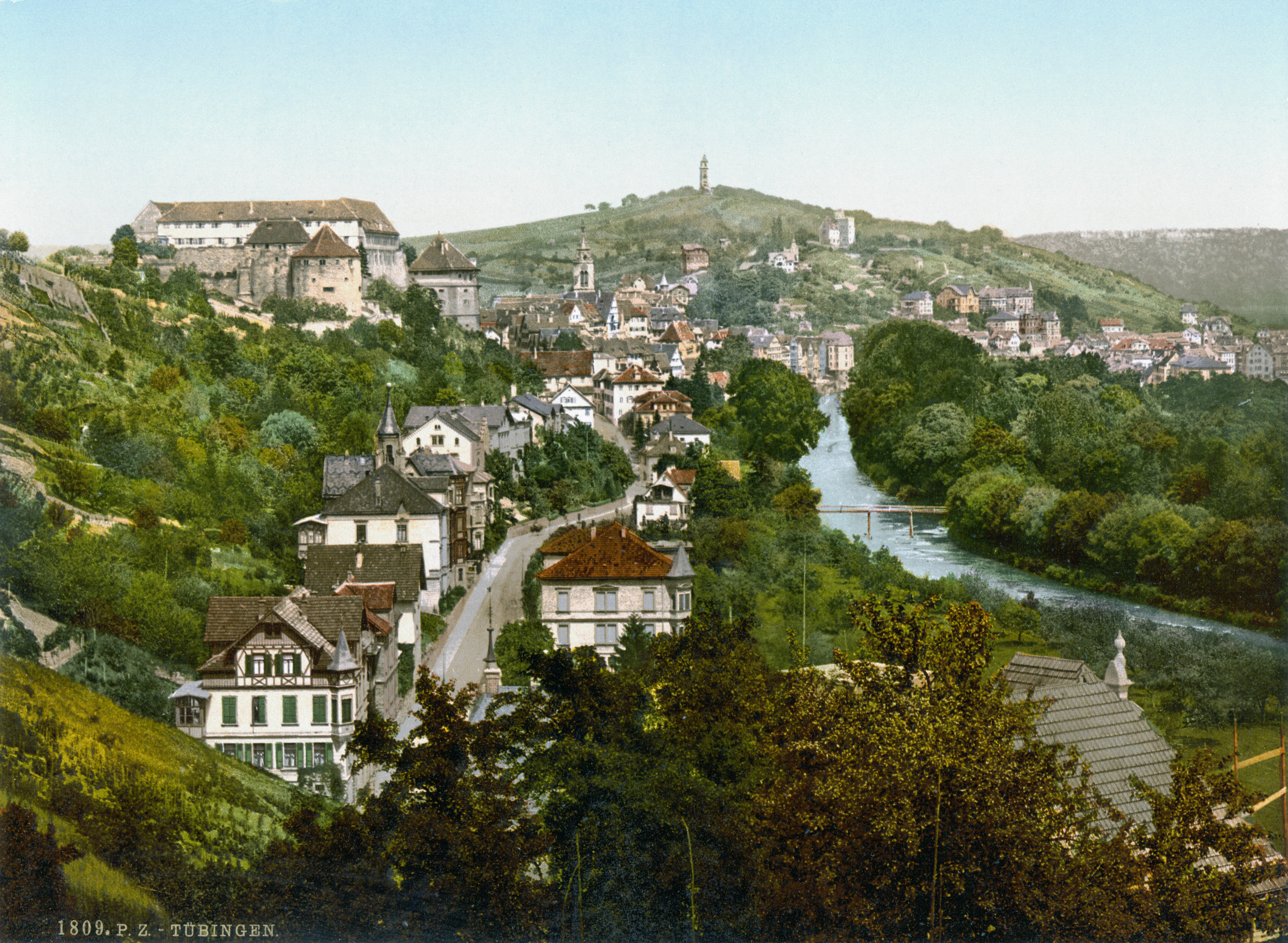
Tübingen l'any 1900
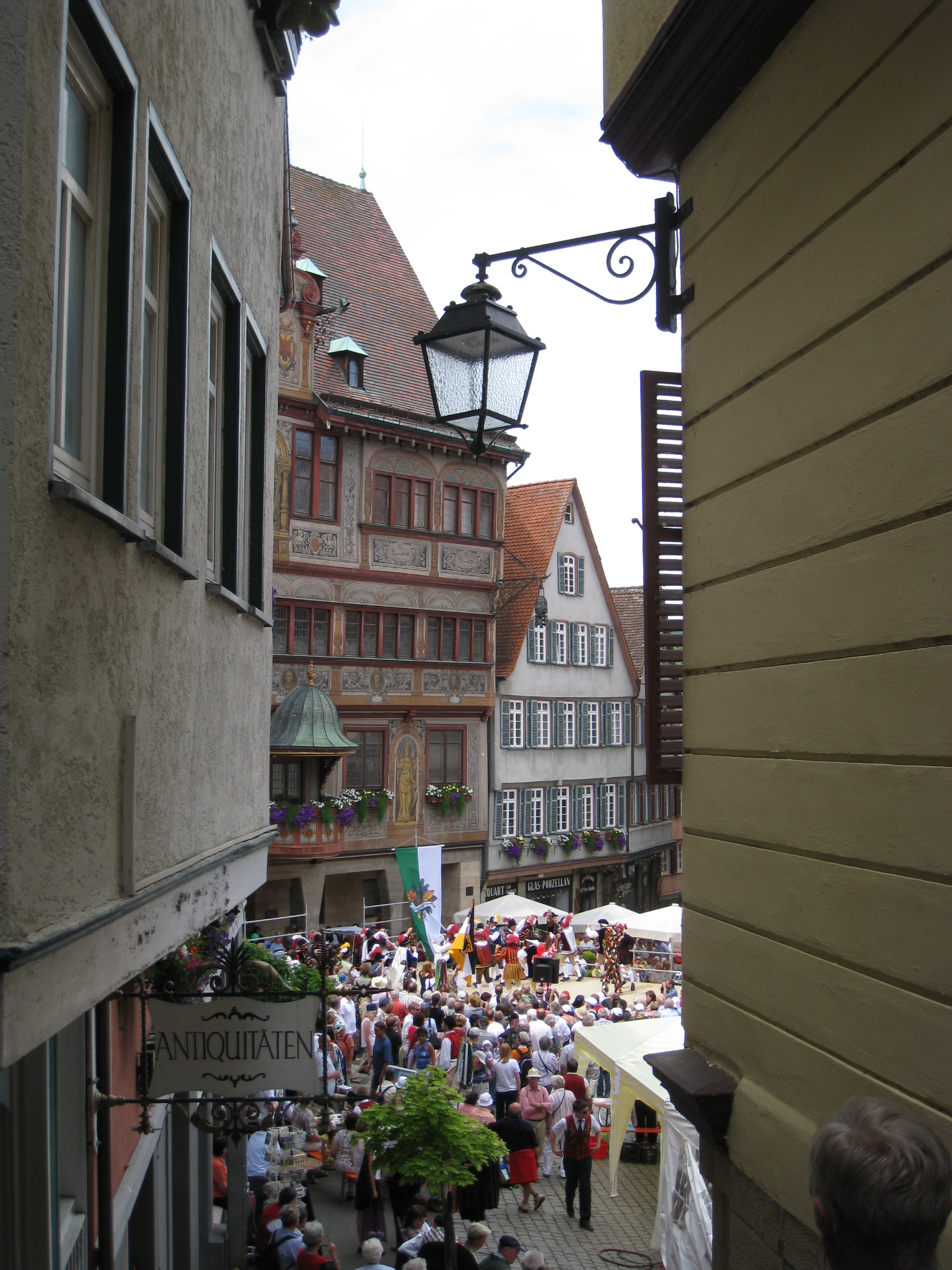
Plaça del mercat
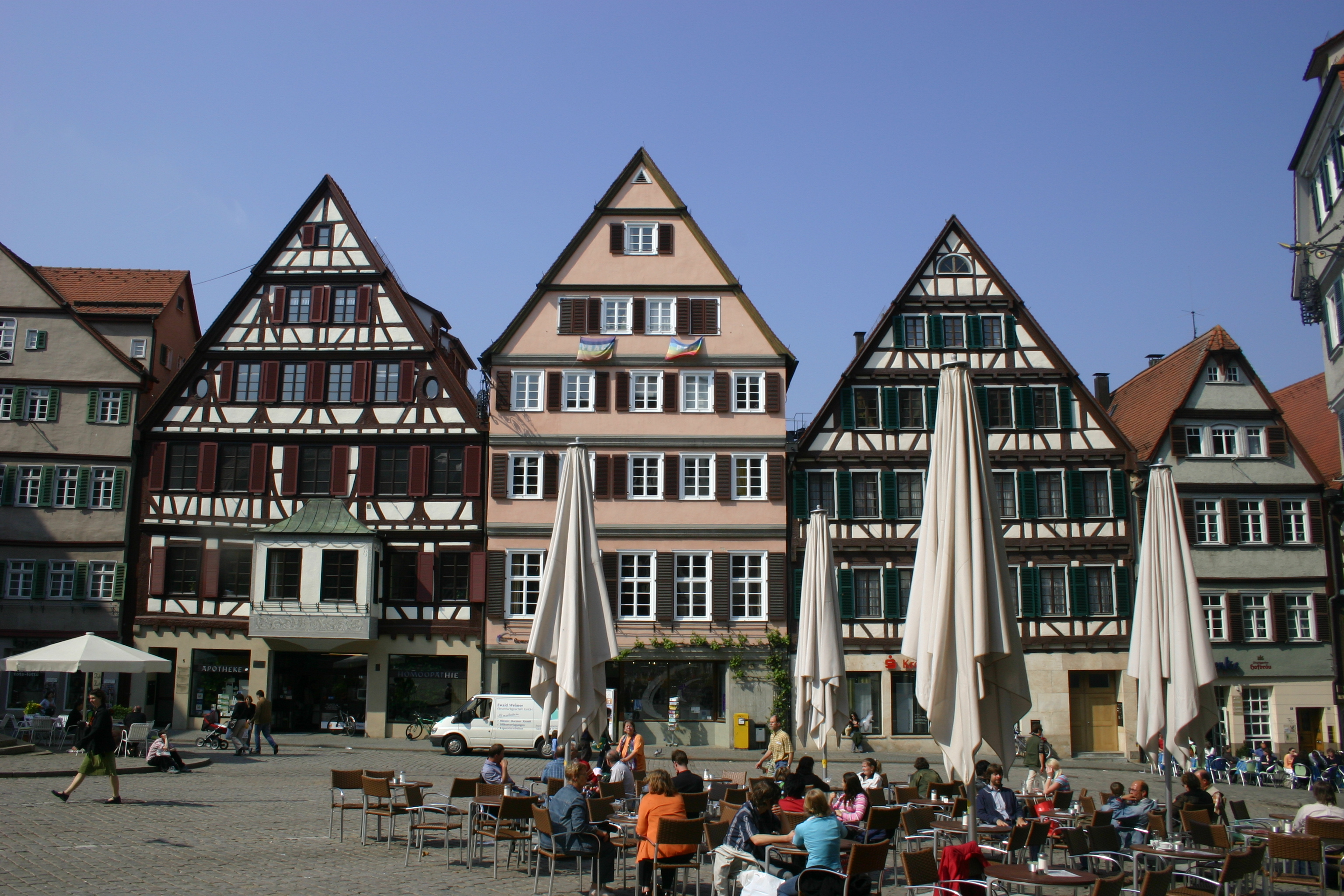
Plaça del mercat
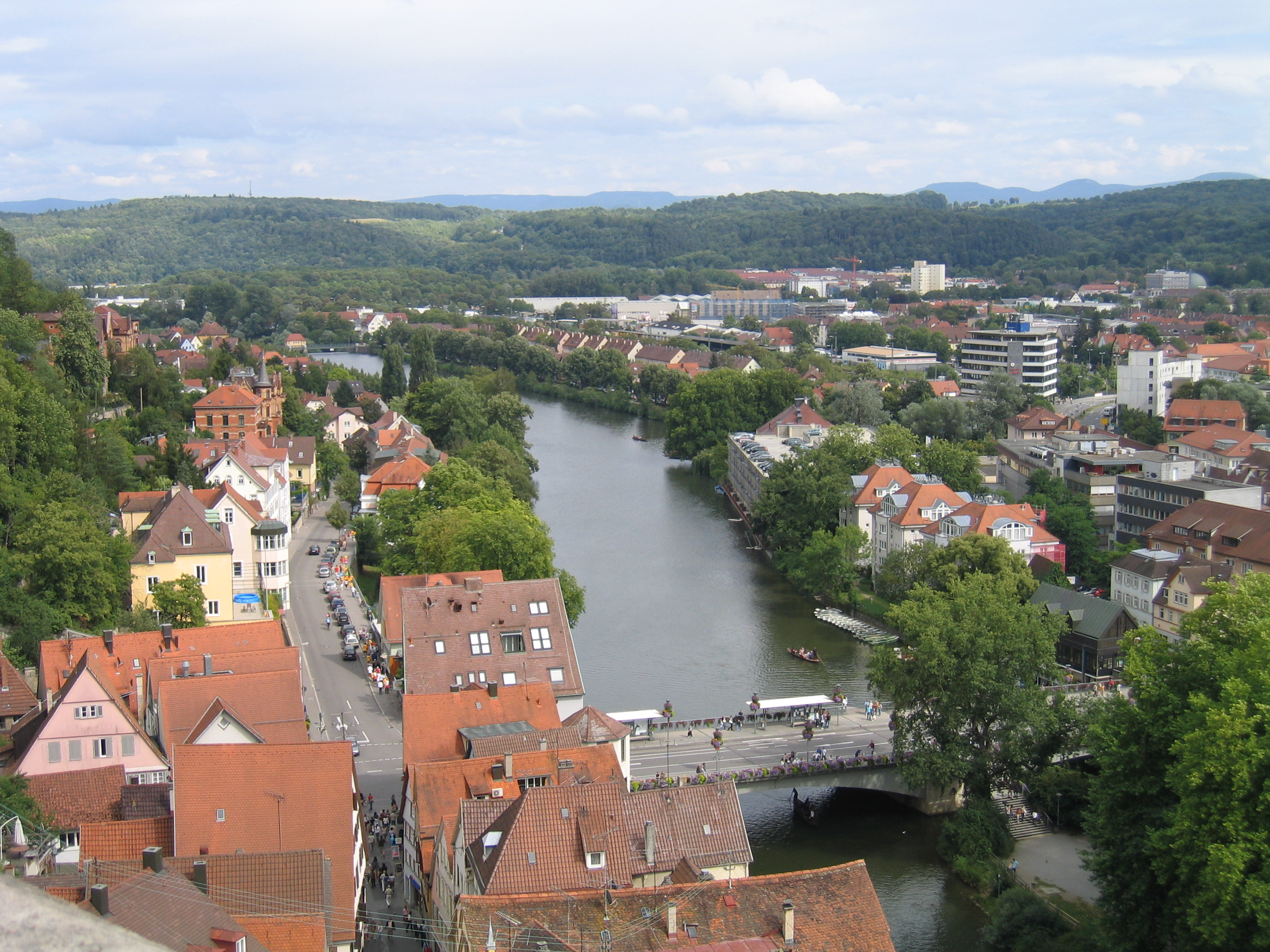
Panorama
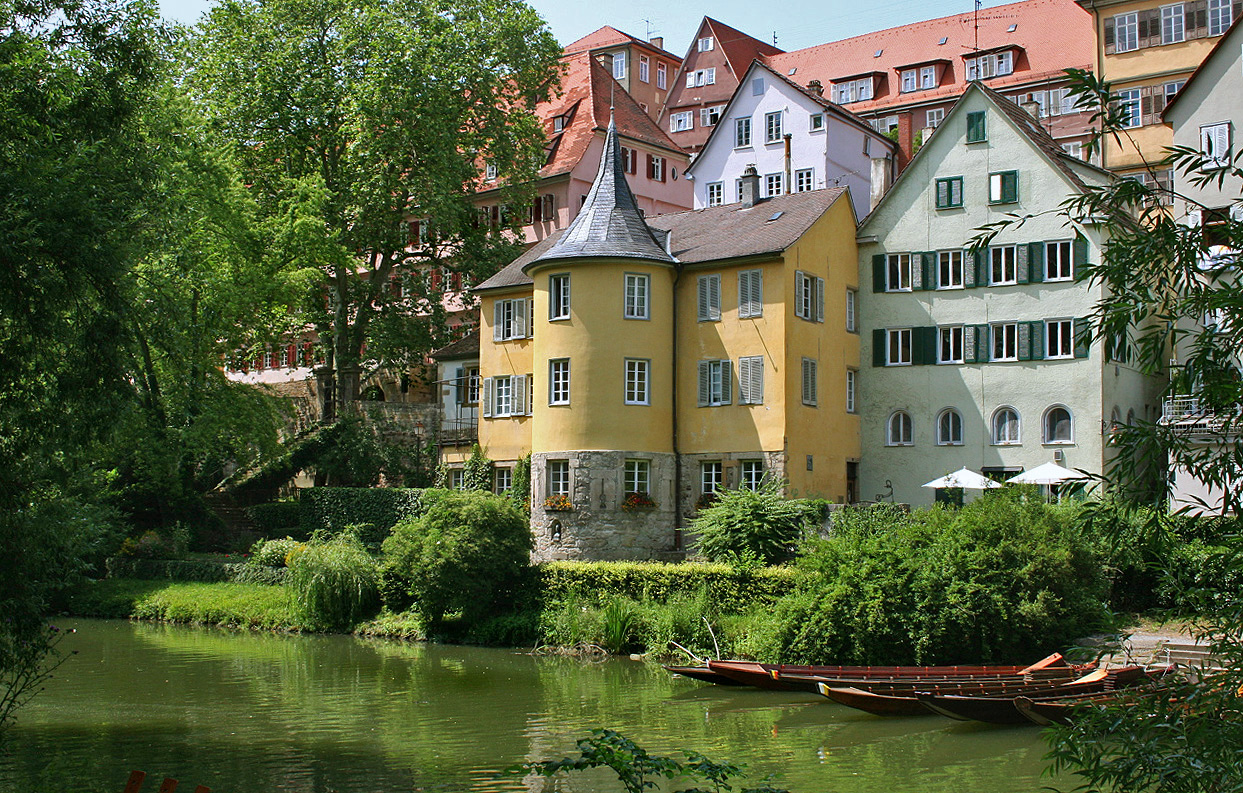
La torre de Hölderlin
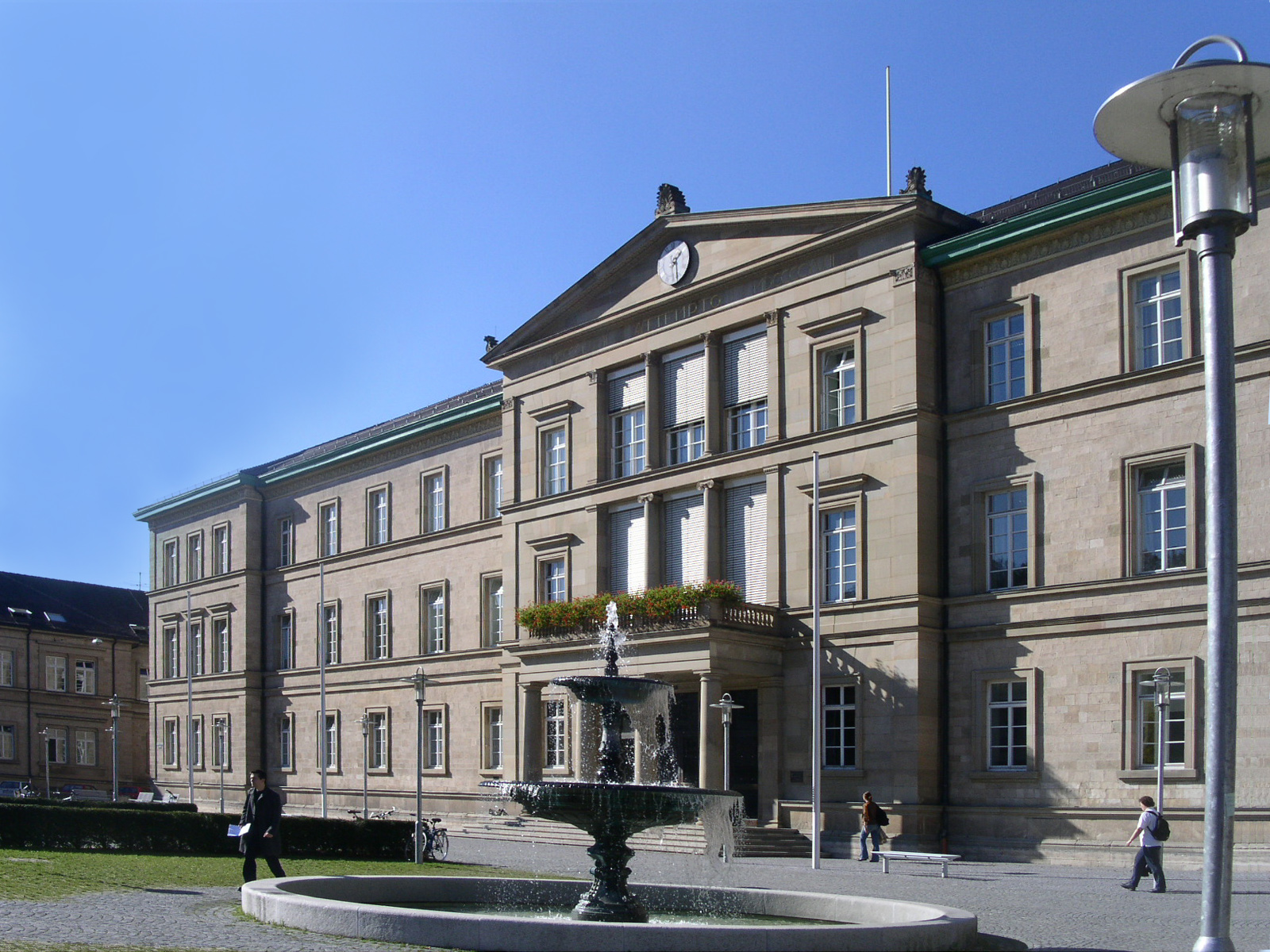
Nou paranimf de la Universitat
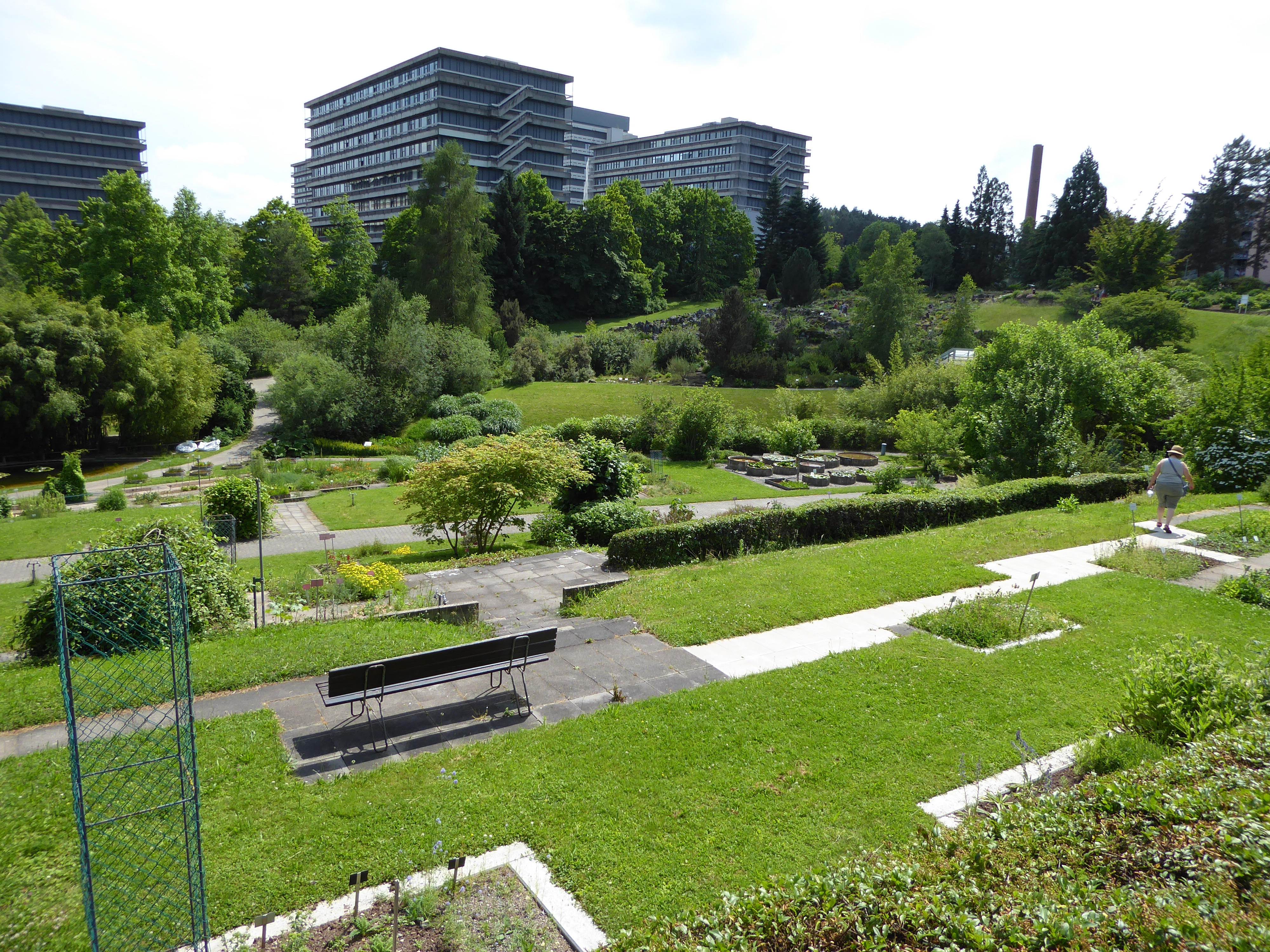
Nou jardí botànic
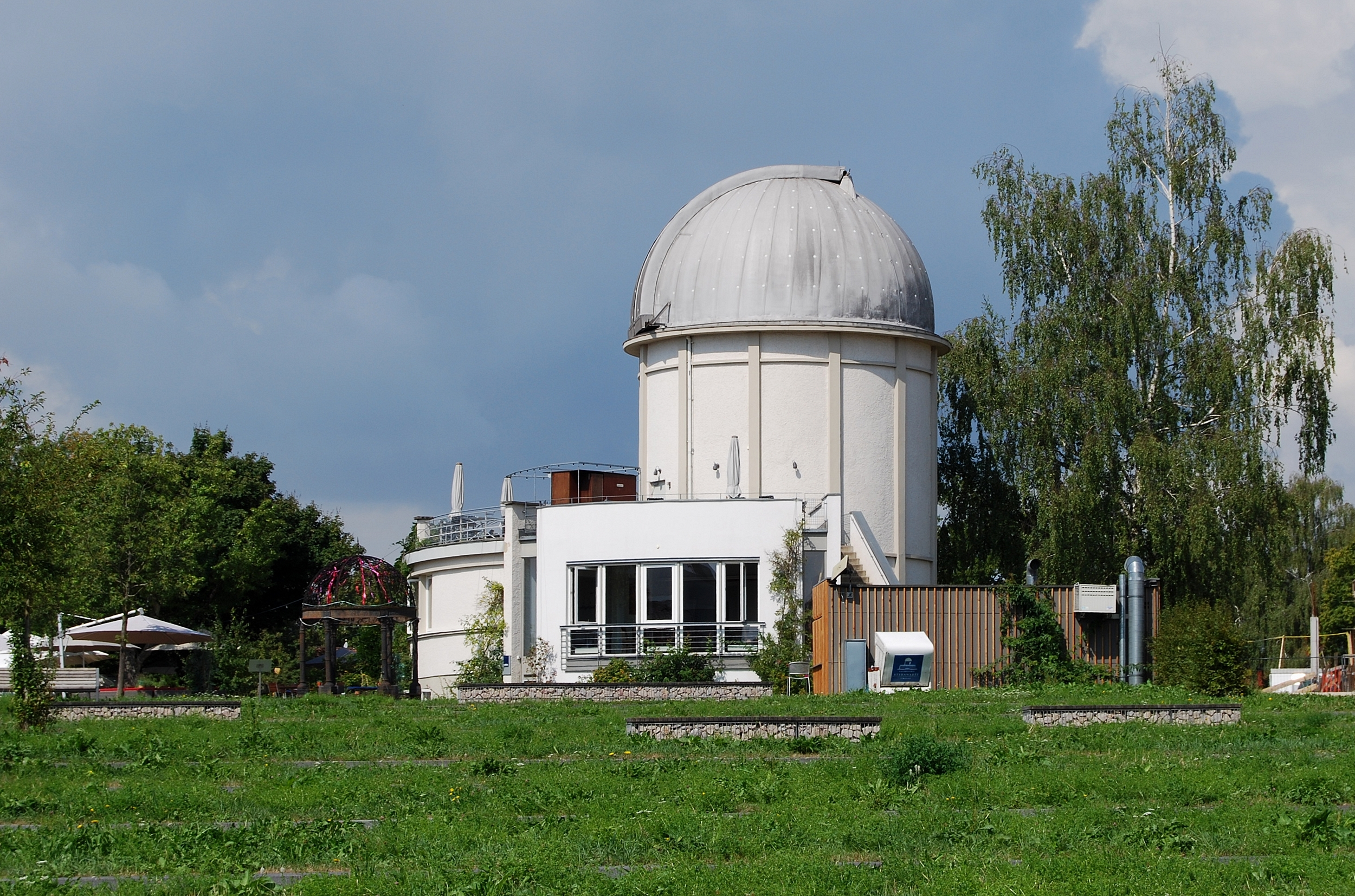
Observatori astronòmic
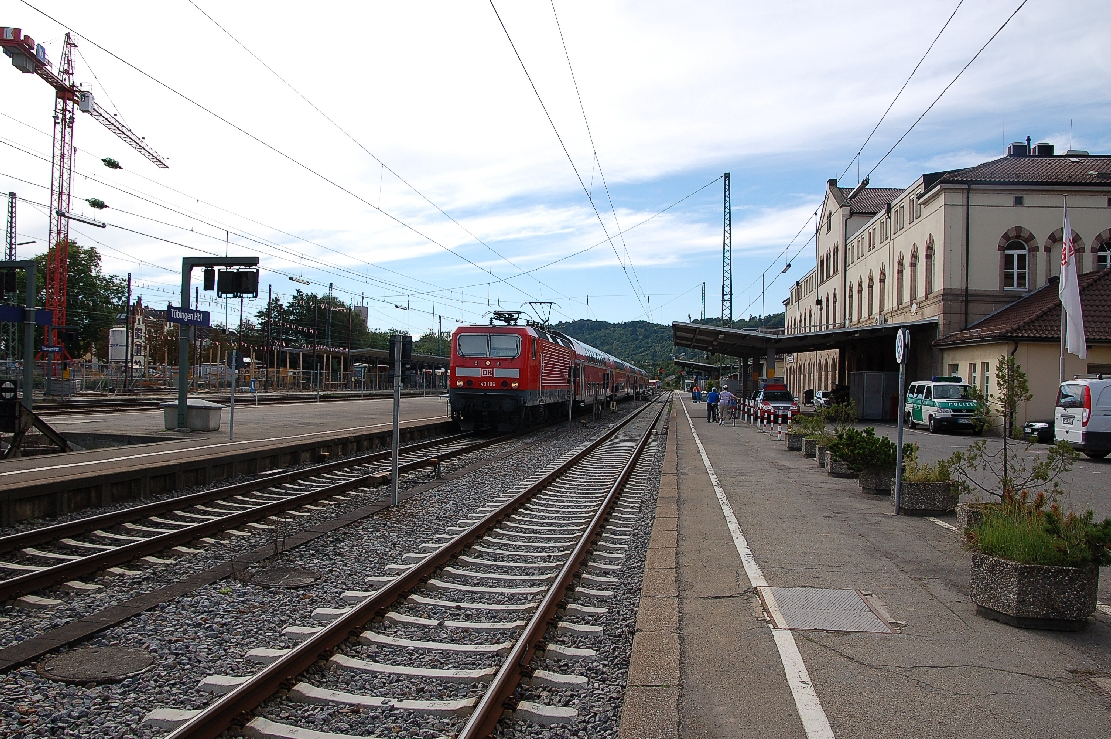
Estació central